# Ramón Rodríguez Herrera
Ramón Rodríguez (Asunción, 28 de marzo de 1939 - Ibíd, 1 de junio de 2023), apodado "Moncho", fue un futbolista y entrenador de fútbol paraguayo. Jugaba como delantero.
Es reconocido en el Unión Magdalena por haber marcado el gol decisivo en la final del campeonato de 1968, a los 41 minutos del segundo tiempo. En el equipo CD Everest, se destaca por tener el segundo mejor promedio de goles por partido en la historia del Campeonato Ecuatoriano de Fútbol, con un promedio de 6 goles por partido.

## Trayectoria

### Como jugador
Ramón Rodríguez inició su carrera futbolística en 1954 en el River Plate de Paraguay. Posteriormente, se trasladó al Hellenic Football Club en Sudáfrica. Su trayectoria continuó en el fútbol colombiano, donde jugó para Independiente de Santa Fe, Deportivo Pereira y Unión Magdalena. Luego, siguió su carrera en el CD Everest de Ecuador, donde jugó junto a su compatriota Vicente Rodríguez, con quien también compartió equipo en el Deportivo Pereira.
Después de su paso por Ecuador, regresó a Colombia, desempeñándose como jugador y asistente técnico en el Deportivo Pereira. Luego, se trasladó a Venezuela, donde jugó y asistió al entrenador en Estudiantes de Mérida. Finalmente, regresó al club que lo vio nacer, River Plate, donde culminó su carrera como jugador.

### Como entrenador
Rodríguez comenzó su carrera como entrenador en River Plate de su país natal, poco después de su retiro como futbolista profesional. Como entrenador, ha dirigido a varios equipos, incluyendo Libertad, Universidad los Andes FC, Estudiantes de Mérida, Deportes Tolima, Atlético Colegiales, Portuguesa Fútbol Club, Cerro Porteño, Deportivo Pereira, General Caballero ZC, Guaraní, Nacional, Sol de América, Tembetary, y en Taiwán, donde fue contratado por la Federación Deportiva por 7 meses. También ha dirigido a Tacuary FC.

## Selección nacional
Rodríguez integró varias veces la selección de fútbol de Paraguay, logrando anotar goles en 1963. Posteriormente, se convirtió en entrenador de la misma, siendo uno de los entrenadores con mayor número de partidos dirigidos. Integró el plantel subcampeón del Campeonato Sudamericano 1963.

## Clubes

### Como jugador
| Club                   | País      | Año       |
| ---------------------- | --------- | --------- |
| Libertad               | Paraguay  | 1954-1964 |
| Hellenic Football Club | Sudáfrica | 1965      |
| Santa Fe               | Colombia  | 1966      |
| Unión Magdalena        | Colombia  | 1966      |
| Deportivo Pereira      | Colombia  | 1967      |
| Unión Magdalena        | Colombia  | 1968      |
| Everest                | Ecuador   | 1969-1970 |
| Deportivo Pereira      | Colombia  | 1971-1973 |
| Estudiantes de Mérida  | Venezuela | 1974      |
| River Plate            | Paraguay  | 1974      |

### Como entrenador
| Club (*)                            | País      | Año       |
| ----------------------------------- | --------- | --------- |
| River Plate                         | Paraguay  | 1974-1975 |
| Olimpia (inferiores)                | Paraguay  | 1976      |
| Libertad                            | Paraguay  | 1976-1978 |
| Universidad Los Andes               | Venezuela | 1979      |
| Estudiantes de Mérida               | Venezuela | 1980      |
| Deportes Tolima                     | Colombia  | 1981      |
| Atlético Colegiales                 | Paraguay  | 1982      |
| Portuguesa FC                       | Venezuela | 1982      |
| Cerro Porteño                       | Paraguay  | 1983      |
| Libertad                            | Paraguay  | 1984      |
| Deportivo Pereira                   | Colombia  | 1985      |
| General Caballero ZC                | Paraguay  | 1986-1987 |
| Libertad                            | Paraguay  | 1989      |
| Guaraní                             | Paraguay  | 1990      |
| Nacional                            | Paraguay  | 1991      |
| Sol de América                      | Paraguay  | 1992      |
| Atlético Tembetary                  | Paraguay  | 1994-1996 |
| Selección de fútbol de China Taipéi | Taiwan    | 1997-1998 |
| Tacuary FC                          | Paraguay  | 2002      |

(*) Incluyendo la selección.

## Palmarés

### Como jugador

#### Títulos nacionales
| Título                       | Club            | País     | Año  |
| ---------------------------- | --------------- | -------- | ---- |
| Primera División de Colombia | Unión Magdalena | Colombia | 1968 |

### Como entrenador

#### Títulos nacionales
| Título                        | Club                  | País      | Año  |
| ----------------------------- | --------------------- | --------- | ---- |
| Primera División de Paraguay  | Libertad              | Paraguay  | 1976 |
| Primera División de Venezuela | Estudiantes de Mérida | Venezuela | 1980 |